# Fritz von Loßberg

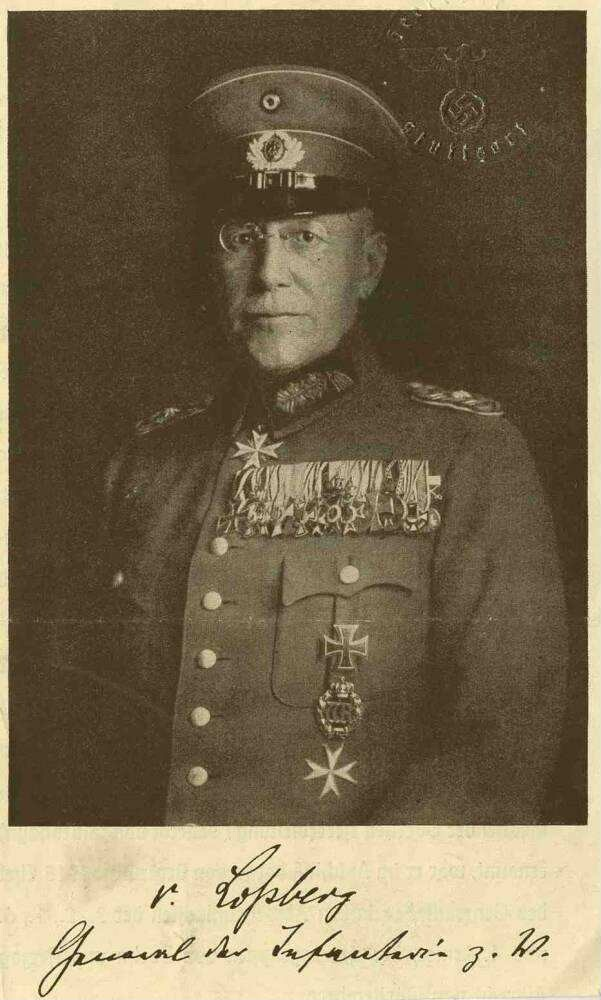
Fritz von Loßberg in der Uniform als Generalleutnant der Reichswehr

Fritz (Friedrich) Karl von Loßberg (* 30. April 1868 in Bad Homburg vor der Höhe; † 4. Mai 1942 in Lübeck) war ein deutscher General der Infanterie.

## Leben

### Herkunft
Friedrich entstammte einem alten hessischen Geschlecht, das eine Reihe von hochrangigen Offizieren hervorgebracht hatte. Er war der Sohn des späteren preußischen Generalmajors Viktor von Loßberg (1835–1903) und dessen Ehefrau Melly, geborene Toussaint (1836–1926).

### Militärkarriere
Loßberg trat nach dem Besuch der Hauptkadettenanstalt am 3. Januar 1888 als Fahnenjunker in das 2. Garde-Regiment zu Fuß der Preußischen Armee in Berlin ein. Dort erhielt er am 17. September 1888 seine Beförderung zum Sekondeleutnant sowie am 16. Juni 1894 zum Premierleutnant. Im gleichen Jahr erfolgte am 1. Oktober seine Kommandierung zur weiteren Ausbildung an die Kriegsakademie und anschließend am 1. April 1898 zum Großen Generalstab. Als Hauptmann (seit 22. März 1900) wurde er ab 5. Juli 1900 erstmals zum Generalstab des XIV. Armee-Korps versetzt. Am 1. März 1903 erhielt Loßberg mit der Übernahme als Kompaniechef im 6. Badischen Infanterie-Regiment „Kaiser Friedrich III.“ sein erstes Kommando, um im April 1905 wieder im Generalstab, dieses Mal bei der 19. Division, eingesetzt zu werden. Am 27. Januar 1907 wurde Loßberg Major und als solcher kehrte er im Oktober als Ausbilder an die Kriegsakademie zurück. Drei Jahre später kam er ein weiteres Mal in den Generalstab des XIV. Armee-Korps. Ab 1. Oktober 1912 versah er wieder Truppendienst, erhielt die Ernennung zum Bataillonskommandeur im Infanterie-Regiment „Großherzog von Sachsen“ (5. Thüringisches) Nr. 94 sowie die Beförderung zum Oberstleutnant am 16. Januar 1913. Loßberg wechselte am 1. Oktober 1913 als Chef des Stabes zum XIII. Armee-Korps nach Stuttgart.

#### Erster Weltkrieg
Bei Ausbruch des Ersten Weltkriegs kam Loßberg mit dem Korps aus dem Bereitstellungsraum Diedenhofen heraus zunächst in der Schlacht bei Longwy zum Einsatz. Er verblieb den gesamten Krieg über in verschiedenen Generalstabspositionen. Am 24. Januar 1915 erfolgte seine Versetzung als stellvertretender Leiter der Operationsabteilung in die Oberste Heeresleitung und seine dortige Beförderung zum Oberst am 24. Juli 1915. Kurze Zeit darauf kam er als Generalstabschef zum Armeeoberkommando 3. Hier konnte er sich mehrfach durch eine maßgeblich von ihm entwickelte flexible Verteidigungsstrategie während der Herbstschlacht in der Champagne auszeichnen. Diese Taktik führte ihn im weiteren Verlauf des Krieges an die Brennpunkte der Westfront. Am 3. Juli 1916 kam Loßberg nach dem Beginn der Schlacht an der Somme als Generalstabschef zum Armeeoberkommando 2 und in gleicher Funktion am 19. Juli zum Armeeoberkommando 1. Durch sein Wirken konnte die Offensive der Alliierten gestoppt werden.
Am 11. April 1917 kam Loßberg dann zum Armeeoberkommando 6 und hier bewährte sich seine Taktik während der seit 1. April andauernden Schlacht von Arras erneut. Für seine Erfolge in dieser Schlacht erhielt er am 24. April 1917 das Eichenlaub zum Pour le Mérite. Anschließend wechselte er am 12. Juni zum Armeeoberkommando 4 und konnte erstmals einen Verteidigungsplan vor dem Angriff der Alliierten ausarbeiten, der dann in der Dritten Flandernschlacht ab 31. Juli 1917 zum Tragen kam. Am 3. August 1917 wurde Loßberg zum Generalmajor befördert und ein Jahr später als Chef des Stabes der Heeresgruppe Boehn eingesetzt. In gleicher Funktion kam er am 31. Oktober 1918 zur Heeresgruppe Herzog Albrecht von Württemberg und verblieb hier bis zur Rückführung des Verbundes nach Deutschland.
Herfried Münkler bezeichnete Loßberg als Ludendorffs intellektuellen Generalstabsoffizier, der die Entwicklung des Ersten Weltkriegs analysierte und die operative tiefe flexible Verteidigung entwickelte.

#### Reichswehr
Zu Beginn des Jahres 1919 ernannte man Loßberg kurzzeitig zum Chef des Stabes des AOK Süd des Grenzschutzes Ost in der Vorläufigen Reichswehr und übergab ihm am 24. Juli 1919 die Reichswehr-Brigade 26. Von diesem Kommando wurde er am 1. September abgelöst und zum Chef des Stabes des Gruppenkommandos 2 in Kassel ernannt.
Mit Gründung der Reichswehr übernahm Generalleutnant (seit 1. Oktober 1920) Loßberg die 6. Division in Münster/Westfalen. In dieser Position war er auch gleichzeitig Befehlshaber des Wehrkreiskommandos VI. Am 1. November 1924 wurde Loßberg Oberbefehlshaber des Gruppenkommandos 1 in Berlin und als solcher am 1. Oktober 1926 zum General der Infanterie befördert. Sein Kommando gab er am 31. Januar 1927 ab und wurde am selben Tag feierlich aus der Armee verabschiedet.

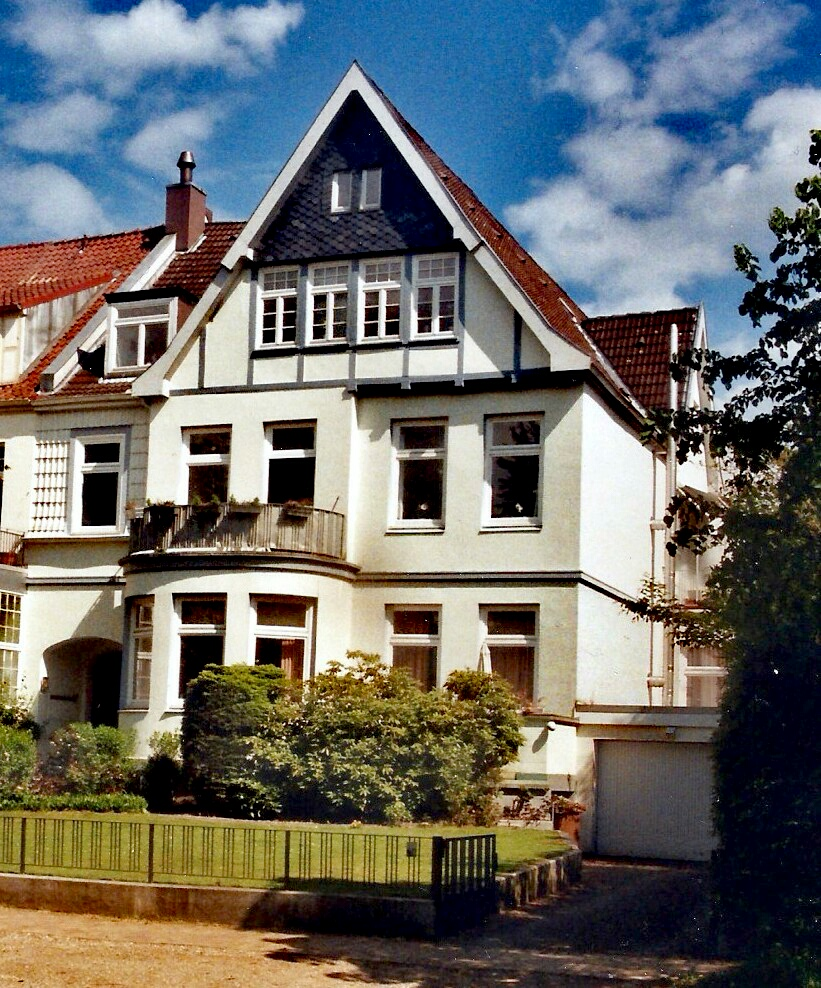
Lübecker Alterswohnsitz

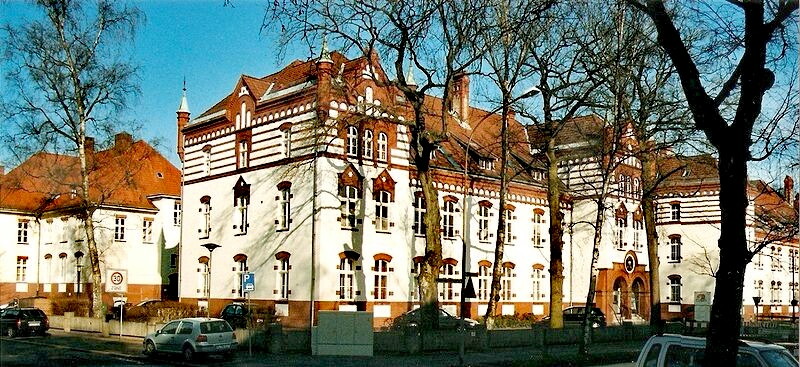
Ehem. Meesen-Kaserne

Seinen Lebensabend verbrachte Loßberg als Militärschriftsteller in Lübeck. Dort verfasste er zahlreiche Bücher und Schriften.
Als Loßberg starb, wurde für ihn ein Staatsbegräbnis auf Befehl Hitlers veranstaltet. Dieses fand am 21. Mai 1942 auf dem Hof der 1899 vom Lübeckischen Regiment bezogenen und später nach einer seiner Schlachten benannten nahe Loßbergs Wohnung gelegenen Meesen-Kaserne statt.
Die Ansprache hielt Generaloberst Friedrich Fromm. In dieser Ansprache wies Fromm darauf hin, dass er Loßberg einst vor dem Weltkrieg als Kompaniechef im Infanterie-Regiment Nr. 94 persönlich kennengelernt hätte.

### Familie
Sein Sohn Bernhard diente im Zweiten Weltkrieg zuletzt als Generalmajor im Wehrmachtführungsstab.

## Auszeichnungen
Loßberg war Ehrenbürger seiner Geburtsstadt sowie Inhaber zahlreicher Orden und Ehrenzeichen:
- Eisernes Kreuz (1914) II. und I. Klasse[4]
- Roter Adlerorden IV. Klasse[4]
- Kronenorden III. Klasse[4]
- Ritterkreuz des Königlichen Hausordens von Hohenzollern mit Schwertern[4]
- Preußisches Dienstauszeichnungskreuz[4]
- Hohenzollernsches Ehrenkreuz II. Klasse mit Schwertern[4]
- Ritterkreuz des Militär-Max-Joseph-Ordens[4]
- Bayerischer Militärverdienstorden III. Klasse mit Schwertern und mit Krone[4]
- Kommandeur II. Klasse des Militär-Sankt-Heinrichs-Ordens[4]
- Ritterkreuz II. Klasse des Albrechts-Ordens mit Schwertern[4]
- Komtur des Württembergischen Militärverdienstordens[4]
- Ritterkreuz des Ordens der Württembergischen Krone[4]
- Komtur II. Klasse des Ordens vom Zähringer Löwen[4]
- Hessische Tapferkeitsmedaille[4]
- Mecklenburgisches Militärverdienstkreuz II. Klasse[4]
- Ritterkreuz I. Klasse des Ordens Heinrich des Löwen[4]
- Ritterkreuz I. Klasse des Oldenburgischen Haus- und Verdienstordens des Herzog Peter Friedrich Ludwig[4]
- Komtur des Ordens vom Weißen Falken[4]
- Hanseatenkreuz Bremen[4]
- Komtur I. Klasse des Herzoglich Sachsen-Ernestinischen Hausordens mit Schwertern[4]
- Kreuz für Verdienste im Kriege[4]